# Сумская областная государственная администрация
Сумская областная государственная администрация  — местная государственная администрация Сумской области. Располагается в Сумах, по адресу: пл. Независимости, 2.
Председатель Сумской областной государственной администрации назначается на должность и освобождаются от должности Президентом Украины по представлению Кабинета Министров Украины.
Председатель Сумской областной государственной администрации при осуществлении своих полномочий ответственно перед Президентом Украины и Кабинетом Министров Украины, подотчетен и подконтролен органам исполнительной власти высшего уровня.

## История

### Председатели
| Фото | Имя                                                             | Годы жизни | Начало срока    | Конец срока      | Примечания                                                                                    |
| ---- | --------------------------------------------------------------- | ---------- | --------------- | ---------------- | --------------------------------------------------------------------------------------------- |
|      | Анатолий Александрович Епифанов Анатолій Олександрович Єпіфанов | род. 1945  | 23 марта 1992   | 8 мая 1998       | с 23 марта 1992 года по 7 июля 1995 года — Представитель Президента Украины в Сумской области |
|      | Марк Абрамович Берфман                                          | 1939—2019  | 8 мая 1998      | 30 марта 1999    |                                                                                               |
|      | Владимир Петрович Щербань Володимир Петрович Щербань            | род. 1950  | 30 марта 1999   | 25 апреля 2002   |                                                                                               |
|      | Юрий Васильевич Жарков Юрій Васильович Жарков                   | род. 1952  | 25 апреля 2002  | 14 ноября 2002   | исполняющий обязанности                                                                       |
|      | Владимир Петрович Щербань Володимир Петрович Щербань            | род. 1950  | 14 ноября 2002  | 21 января 2005   |                                                                                               |
|      | Николай Иванович Лаврик Микола Іванович Лаврик                  | род. 1952  | 21 января 2005  | 12 декабря 2005  |                                                                                               |
|      | Нина Николаевна Гаркавая Ніна Миколаївна Гаркава                | род. 1951  | 12 декабря 2005 | 24 ноября 2006   |                                                                                               |
|      | Владимир Иванович Сапсай Володимир Іванович Сапсай              | род. 1962  | 24 ноября 2006  | 26 декабря 2006  | исполняющий обязанности                                                                       |
|      | Павел Степанович Качур Павло Степанович Качур                   | род. 1953  | 26 декабря 2006 | 6 апреля 2008    |                                                                                               |
|      | Николай Иванович Лаврик Микола Іванович Лаврик                  | род. 1952  | 6 апреля 2008   | 6 апреля 2010    |                                                                                               |
|      | Юрий Павлович Чмырь Юрій Павлович Чмирь                         | род. 1972  | 6 апреля 2010   | 19 декабря 2013  |                                                                                               |
|      | Игорь Александрович Яговдик Ігор Олександрович Яговдик          | род. 1969  | 19 декабря 2013 | 24 февраля 2014  |                                                                                               |
|      | Владимир Петрович Шульга Володимир Петрович Шульга              | род. 1973  | 2 марта 2014    | 16 сентября 2014 |                                                                                               |
|      | Николай Алексеевич Клочко Микола Олексійович Клочко             | род. 1978  | 26 декабря 2014 | 11 июня 2019     |                                                                                               |
|      | Вадим Вагифович Акперов Вадим Вагіфович Акпєров                 | род. 1988  | 11 июня 2019    | 25 июня 2019     | исполняющий обязанности                                                                       |
|      | Ирина Валерьевна Купрейчик Ірина Валеріївна Купрейчик           | род. 1971  | 25 июня 2019    | 11 марта 2020    | исполняющий обязанности                                                                       |
|      | Роман Сергеевич Грищенко Роман Сергійович Грищенко              | род. 1982  | 11 марта 2020   | 5 ноября 2020    |                                                                                               |
|      | Сергей Иванович Пахольчук Сергій Іванович Пахольчук             | род. 1972  | 9 ноября 2020   | 23 ноября 2020   | исполняющий обязанности                                                                       |
|      | Василий Васильевич Хома Василь Васильович Хома                  | род. 1966  | 23 ноября 2020  | 25 июня 2021     |                                                                                               |
|      | Дмитрий Алексеевич Живицкий Дмитро Олексійович Живицький        | род. 1966  | 25 июня 2021    | 24 января 2023   | [ 2 ] [ 3 ]                                                                                   |
|      | Владимир Николаевич Артюх Володимир Миколайович Артюх           | род. 1958  | 12 апреля 2023  | 17 апреля 2025   | [ 4 ] [ 5 ]                                                                                   |
|      | Олег Алексеевич Григоров Олег Олексійович Григоров              |            | 17 апреля 2025  |                  | [ 6 ]                                                                                         |

## Структура
Структура на 2014 год:

### Аппарат
- Организационный отдел
- Отдел кадровой работы
- Юридический отдел
- Отдел документооборота
- Отдел контроля
- Отдел финансово-хозяйственного обеспечения
- Отдел администрирования Государственного реестра избирателей
- Отдел по работе с обращениями граждан
- Отдел информационно-компьютерного обеспечения
- Сектор режимно-секретной работы
- Главный специалист по вопросам предотвращения и противодействия коррупции
- Главный специалист по вопросам мобилизационной работы

### Структурные подразделения
- Департамент экономического развития и торговли
- Департамент финансов
- Департамент социальной защиты населения
- Департамент агропромышленного развития
- Управление информационной деятельности и коммуникаций с общественностью
- Управление промышленности
- Департамент экологии, топливно-энергетического комплекса и природных ресурсов
- Управление жилищно-коммунального хозяйства
- Управление образования и науки
- Управление здравоохранения
- Управление культуры и туризма, национальностей и религий
- Управление молодежи и спорта
- Департамент по вопросам чрезвычайных ситуаций и по делам защиты населения от последствий Чернобыльской катастрофы
- Управление градостроительства и архитектуры
- Управление капитального строительства
- Управление взаимодействия с правоохранительными органами и оборонной работы Сумской областной государственной администрации
- Управление инфраструктуры
- Отдел обеспечения доступа к публичной информации
- Служба по делам детей
- Государственный архив
- Сектор внутреннего аудита

## Руководство
- Председатель — Олег Алексеевич Григоров
- Первый заместитель председателя — Савченко Тарас Григорьевич
- Заместитель председателя — Медвидь Виктория Юрьевна
- Заместитель председателя — Печененко Вячеслав Петрович[укр.]
- Заместитель председателя — Клименчуков Олег Владимирович
- Заместитель председателя — Бойко Елена Анатольевна
- Заместитель председателя по вопросам цифрового развития, цифровых трансформаций и цифровизации — Бирюков Андрей Витальевич
- Руководитель аппарата — Кальченко Игорь Владимирович